# Malawisch-portugiesische Beziehungen
Die malawisch-portugiesischen Beziehungen umfassen das zwischenstaatliche Verhältnis zwischen Malawi und Portugal. Die Länder unterhalten seit 1983 wieder direkte diplomatische Beziehungen, die historisch bis ins 16. Jahrhundert zurückreichen.
Heute gelten ihre Beziehungen als weitgehend unbelastet, aber wenig intensiv. In der Vergangenheit waren sie dagegen bedeutender, wenn auch wechselhaft, bedingt durch die malawische Unterstützung des portugiesischen Kolonialkriegs im benachbarten Mosambik (Portugiesisch-Ostafrika): nach einer Phase der Kooperation zwischen Malawi und dem portugiesischen Kolonialregime kam es nach der anti-kolonialen Nelkenrevolution in Portugal 1974 zum Abbruch der diplomatischen Beziehungen. 
Der zuletzt abnehmende bilaterale Handel und die kleine gegenseitige Diaspora zählen heute zu den wenigen nennenswerten Verbindungsgliedern ihrer schwach entwickelten Beziehungen, die auch auf kulturellem oder sportlichen Gebiet wenig Austausch aufweisen. So ist das portugiesische Kulturinstitut Instituto Camões nicht in Malawi präsent, portugiesische NGOs sind dort nicht nennenswert tätig, und weder Musik und Tanz noch Autoren oder andere Künstler aus Malawi genießen in Portugal größere Bekanntheit. Politisch sind sie in keinen bedeutenden multilateralen Gremien zusammen Mitglied, so dass sie lediglich in den UN-Organen und internationalen Organisationen wie Weltbank, Welthandelsorganisation, Weltpostverein oder Interpol gemeinsam tätig sind.
Im Jahr 2014 waren 506 Portugiesen und mit Portugal verbundene Personen konsularisch in Malawi registriert, während im Jahr 2021 in Portugal 20 Staatsbürger Malawis gemeldet waren, davon genau die Hälfte im Distrikt Lissabon.

## Geschichte

### Bis zum 20. Jahrhundert

Die Karte Mapa cor der rosa: das erfolgreiche britische Ultimatum 1890 gegen die portugiesischen Pläne einer Vereinigung zwischen Angola und Mosambik verhinderte portugiesische Ansprüche auch auf das heutige Malawi.

Das historische Königreich Maravi auf dem Gebiet des heutigen Malawi war im Aufstieg begriffen, als portugiesische Händler von mosambikanischen Küstenorten aus als erste Europäer Anfang des 16. Jahrhunderts hier ankamen. Mosambik kam seit der Ankunft Vasco da Gamas 1498 zunehmend unter portugiesische Kontrolle, und die europäischen Händler weiteten ihre Tätigkeiten seither weiter ins Landesinnere aus, auch ins heutige Malawi. Den Händlern folgten jesuitische Missionare, die jedoch hier keine nennenswerte Präsenz entwickelten. So blieb der Handel das wesentliche Merkmal der Beziehungen der Portugiesen aus Mosambik und dem Hinterland im heutigen Malawi. So tauschten die Portugiesen vor allem Mais-Saatgut und europäische Güter gegen Elfenbein, Sklaven, Gold und Nahrungsmittel. Dieser Handel trug zum weiteren Aufstieg des Maravi-Reichs bei, bis es nach 1700 langsam an Bedeutung verlor. Ab Ende des 18. Jahrhunderts wanderten Wayao in das Gebiet des heutigen Malawis ein und fingen hier Menschen, um sie als Sklaven an die Portugiesen zu verkaufen. Damit schufen die Portugiesen hier in mehrfacher Hinsicht die Grundlagen für die spätere europäische Kolonialisierung Malawis.
Ab Mitte des 19. Jahrhunderts kam Malawi immer direkter unter britische Kontrolle und wurde ab 1891 faktisch Britische Kolonie, während die Portugiesen ihre Herrschaft über Mosambik in Feldzügen gegen die letzten unabhängigen lokalen Reiche konsolidierten. Jetzt kam die Kolonialmacht Portugal in Malawi und dem gesamten südlichen Afrika in Konflikt mit ihrem ältesten Verbündeten, dem zur unangefochtenen Weltmacht aufgestiegenen Vereinigten Königreich, vor allem ab der 1887 erstmals vorgestellten portugiesischen Landkarte „Portugiesisch-Südafrikas“, auf der Angola und Mosambik miteinander verbunden waren. Das betreffende Gebiet war dort rosa eingefärbt und umfasste auch weite Teile Malawis. Die Karte ging als Mapa cor der rosa (dt. rosafarbene Karte) in die Geschichte ein und stand im Widerspruch zum britisch beanspruchten Herrschaftsgebiet in Afrika, das der britische Kolonialpolitiker Cecil Rhodes mit seinem Spruch „vom Kap bis Kairo“ zusammenfasste. 1890 erfolgte ein britisches Ultimatum an Portugal, das die alten britisch-portugiesischen Beziehungen vorübergehend zerrüttete und die portugiesische Regierung schwächte und im Oktober 1910 zur Ausrufung der Portugiesischen Republik führte. Portugal konnte dadurch seine Pläne nicht umsetzen, erreichte danach aber zumindest eine Beilegung seines Streits mit Großbritannien, so dass Malawi britisch und Mosambik portugiesisch blieben.

### Seit dem 20. Jahrhundert

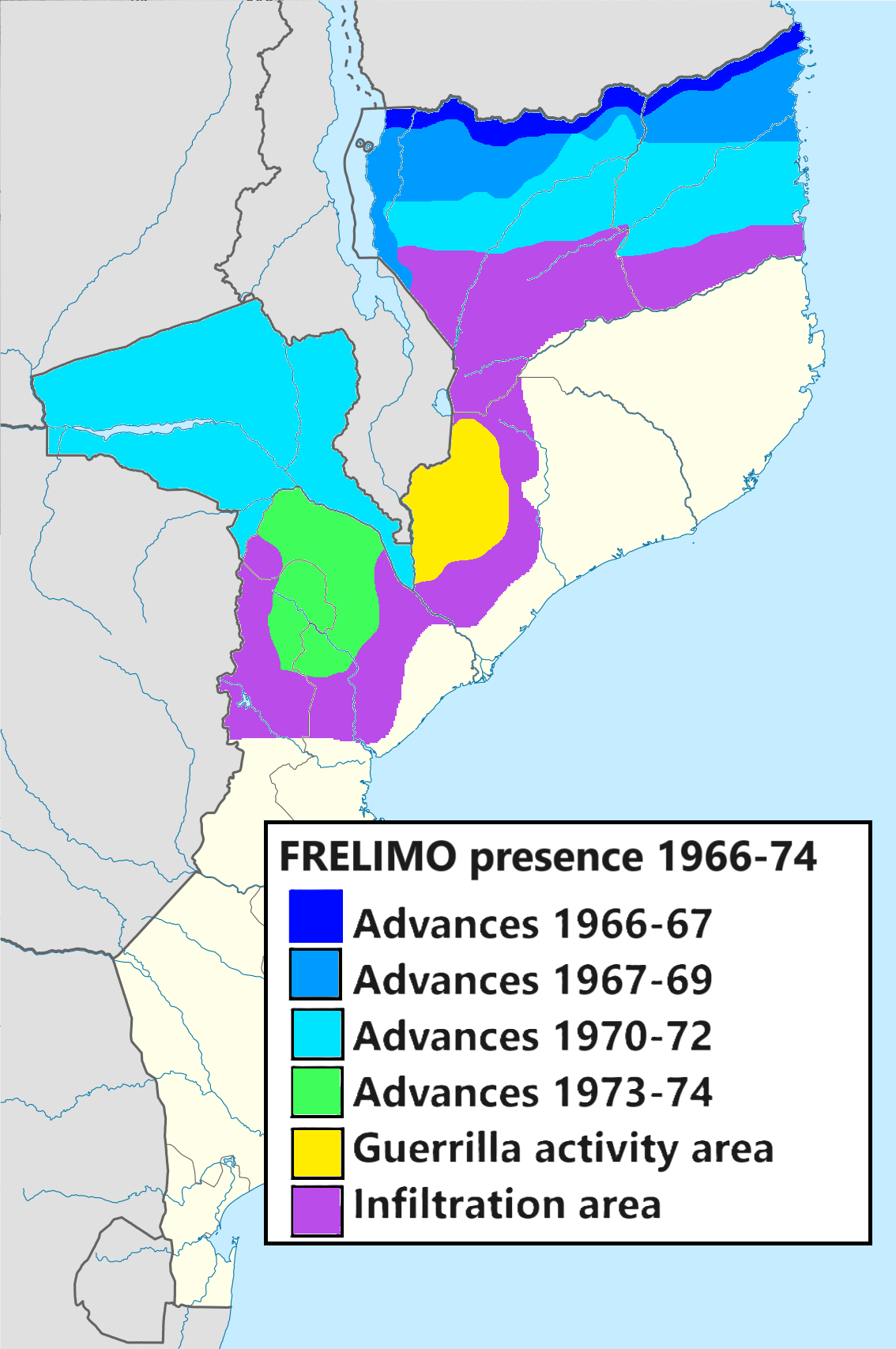
Geländegewinne der FRELIMO: das von Mosambik halb umschlossene Malawi war eine wichtige Stütze der portugiesischen Streitkräfte im Kolonialkrieg gegen die mosambikanische Unabhängigkeitsbewegung (1964–1975).

Im weiteren Verlauf des 20. Jahrhunderts hielten die Briten ihre Kontrolle über Malawi aufrecht, hatten aber mit zunehmenden Unruhen und Ablehnung ihrer Verwaltungsvorstellungen zu kämpfen. 1964 erfolgte schließlich die Unabhängigkeit Malawis. Danach regierte Präsident Banda das Land zunehmend diktatorisch und richtete seine Außenpolitik gänzlich anders aus, als die meisten zwischenzeitlich ebenfalls unabhängig gewordenen Staaten Afrikas und deren antikoloniale Positionierung. Neben seinen ungewöhnlich guten Beziehungen zum Apartheids-Regime Südafrikas kooperierte er dabei auch mit dem kolonialen portugiesischen Estado-Novo-Regime und dessen Kampf gegen die Unabhängigkeitsbewegung in der benachbarten portugiesischen „Überseeprovinz“ Mosambik. So erlaubte Banda den portugiesischen Streitkräften, Ausrüstung und Truppen durch malawisches Staatsgebiet zu bewegen und malawischen Luftraum zu nutzen, und die mosambikanischen Widerstandskämpfer konnten sich nicht nach Malawi vor den portugiesischen Kräften zurückziehen oder sich dort versorgen. Dazu leistete Malawi logistische Hilfe und verkaufte Treibstoff und andere benötigte Waren an die Portugiesen, die dafür finanzielle Mittel und militärische Ausrüstung lieferten und zeitweise auch malawische Sicherheitskräfte ausbildeten. So unterstützten und stabilisierten sich beide Regime gegenseitig. Der portugiesische Außenminister Alberto Franco Nogueira sprach 1967 von den Beziehungen Portugals zu Malawi als „die Art gegenseitigen Respekts, die gute Nachbarschaft, herzliche Beziehungen und konstruktive Zusammenarbeit sicherstellen“.
Nach der tiefgreifenden linksgerichteten Nelkenrevolution am 25. April 1974 in Portugal bereitete die neue Führung in Lissabon umgehend das Ende des Kolonialkriegs und die Unabhängigkeit seiner Kolonien vor. Im Zusammenhang mit dieser Neuausrichtung seiner Politik und den Differenzen zur malawischen Führung brach Portugal die diplomatischen Beziehungen zur Republik Malawi am 25. Juli 1974 ab. Danach nahm die bundesdeutsche Botschaft in Malawi die portugiesischen Interessen dort wahr.
Nachdem sich die bürgerlichen Kräfte in der portugiesischen Revolution ab 1975 zunehmend durchgesetzt hatten und Portugal nun immer stärker westlich eingebunden wurde, normalisierten sich auch die Beziehungen zu Malawi wieder. Am 25. Februar 1983 akkreditierte sich erstmals wieder ein portugiesischer Botschafter in Malawi.
Bis heute entwickelten sich kaum gemeinsamen Themen über eine Normalisierung ihrer Beziehungen hinaus, auch Staatsbesuche finden kaum statt. Zuletzt übergab der malawische Botschafter in London, Dr. Thomas Bisika, seine Akkreditierung dem portugiesischen Staatspräsidenten Marcelo Rebelo de Sousa. Bei der Zeremonie am 30. März 2023 beschränkten sich ihre Themen auf eine Grußbotschaft des malawischen Staatspräsidenten Lazarus Chakwera und die Auswirkungen des Zyklons Freddy, über die sich Rebelo de Sousa informieren ließ.

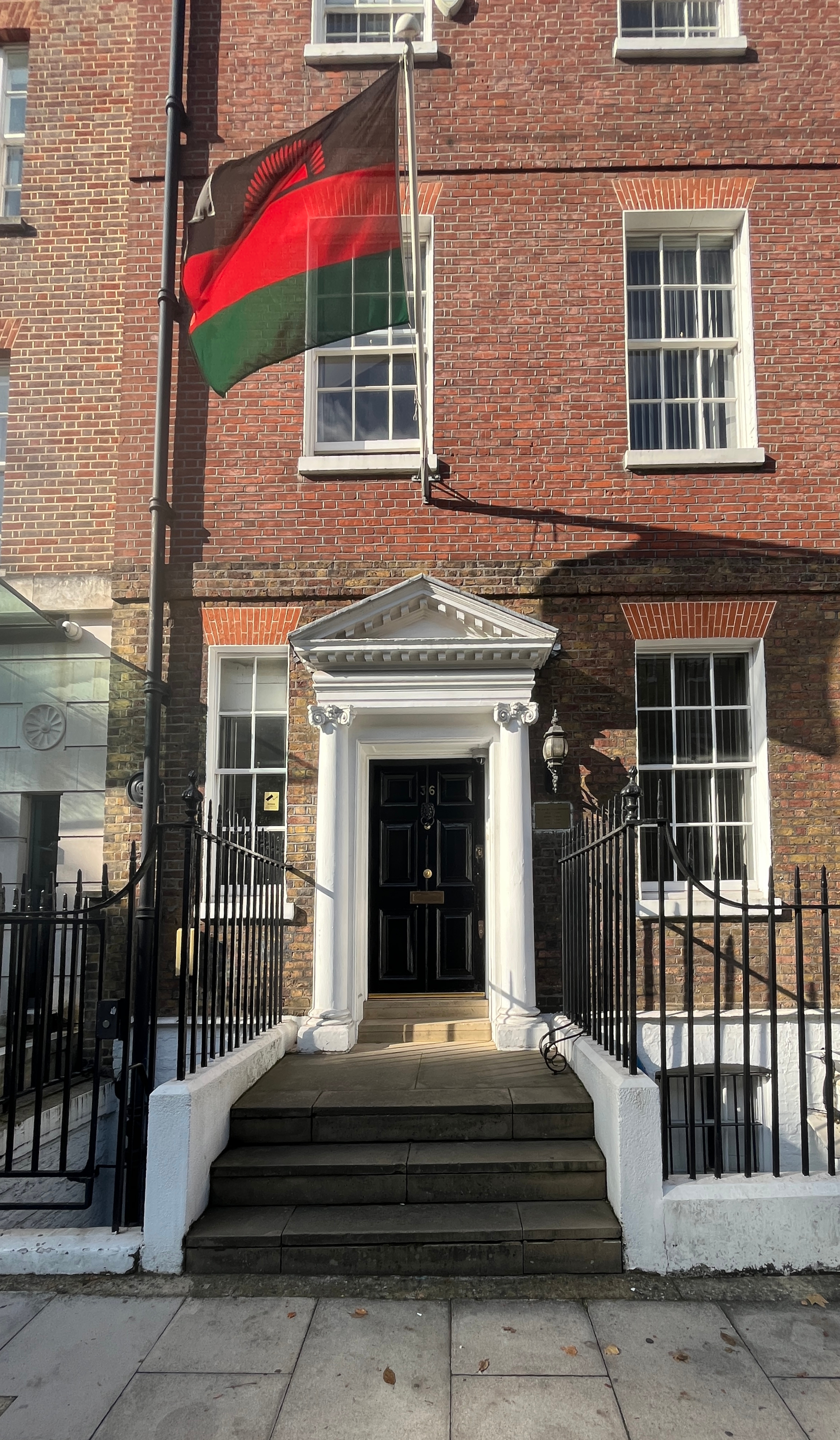
Die malawische Botschaft in London ist auch für Portugal zuständig.

## Diplomatie
Malawi unterhält keine eigene Botschaft in Portugal, zuständig ist der malawische Botschafter in London.
Auch Portugal unterhält keine eigene Vertretung in Malawi mehr, seit Schließung seiner Botschaft dort im Jahr 1974. Das Land gehört seither zum Amtsbezirk des portugiesischen Botschafters im Nachbarland Simbabwe.
Auch gegenseitige Konsulate haben die Länder bislang nicht eröffnet (Stand Oktober 2024).

## Wirtschaft
Der Handel zwischen Portugal und Malawi ist wenig entwickelt und nahm zuletzt weiter ab. So belief sich das bilaterale Handelsvolumen im Jahr 2022 auf 5,98 Mio. US-Dollar, mit einem Handelsbilanzüberschuss zu Gunsten Portugals in Höhe von 0,94 Mio. US-Dollar.
Die Exporte Malawis nach Portugal bestehen traditionell ganz überwiegend aus Rohtabak. Im Jahr 2022 betrugen sie insgesamt 2,51 Mio. US-Dollar, wovon 2,34 Mio. auf Tabak entfielen. Diese Exporte sind seit Jahren rückläufig. Im Jahr 2017 betrugen sie noch 10,7 Mio. US-Dollar.
Portugal exportierte im Jahr 2022 Waren in Höhe von 3,47 Mio. US-Dollar, davon als wichtigste Exportgüter Metallteile in Höhe 1,41 Mio. US-Dollar und Maschinen und Geräte für 0,56 Mio. US-Dollar.
Die portugiesische Außenhandelskammer AICEP ist in Malawi nicht präsent, zuständig ist das AICEP-Büro in der simbabwischen Hauptstadt Harare.

## Sport

### Fußball
Fußball ist in beiden Ländern der beliebteste Sport. Die Malawische Nationalelf und die Portugiesische Fußballnationalmannschaft trafen bislang jedoch noch nicht aufeinander, auch die Malawische und die portugiesische Frauen-Nationalelf nicht. Beim portugiesischen Algarve-Cup waren die Malawierinnen bislang noch nicht vertreten (alles Stand Oktober 2024).
Sportler beider Länder sind nur selten im jeweils anderen Land tätig, darunter der malawische Nationalspieler Richard Mbulu, der 2018 einige Monate beim portugiesischen Klub AD Sanjoanense unter Vertrag stand und dort nur viermal zum Einsatz kam.

### Andere
Der in Pakistan geborene olympische Hockeyspieler Jack Britto (1926–2013) stammte aus einer Familie aus Goa, Portugiesisch-Indien, und spielte ab 1954 für die Nationalmannschaft Malawis.